# Calamophis
Genre
Calamophis est un genre de serpents de la famille des Homalopsidae.

## Répartition
Les espèces de ce genre sont endémiques de Nouvelle-Guinée occidentale en Indonésie.

## Liste des espèces
Selon The Reptile Database (6 avril 2013) :
- Calamophis jobiensis (Meyer, 1874)
- Calamophis katesandersae Murphy, 2012
- Calamophis ruuddelangi Murphy, 2012
- Calamophis sharonbrooksae Murphy, 2012

## Publication originale
- Meyer, 1874 : Eine Mittheilung von Hrn. Dr. Adolf Bernhard Meyer über die von ihm auf Neu-Guinea und den. Inseln Jobi, Mysore und Mafoor im Jahre 1873 gesammelten Amphibien. Monatsberichte der Königlichen Akademie der Wissenschaften zu Berlin, vol. 1874, p. 128-140 (texte intégral).